# Michael Rodríguez (wielrenner)
Michael Rodríguez Galindo (29 juli 1989) is een Colombiaans wielrenner die anno 2016 rijdt voor Boyacá Raza de Campeones.

## Carrière
In 2009 reed Rodríguez namens Boyacá es Para Vivirla enkele Spaanse en Portugese wedstrijden, met een dertigste plaats in de vierde etappe van de Circuito Montañés als beste resultaat. Eerder dat jaar werd hij derde op het nationaal kampioenschap tijdrijden voor beloften, twintig seconden achter winnaar Nairo Quintana. Eind 2011 liep hij stage bij Colombia es Pasión-Café de Colombia en nam hij namens een Colombiaanse selectie deel aan de Ronde van de Toekomst. Hier werd hij zesde in het eindklassement, bijna twee minuten achter zijn teamgenoot Esteban Chaves.
In 2012 werd Rodríguez prof bij Colombia-Coldeportes. Zijn debuut maakte hij in de Ronde van Reggio Calabria 2012. In april werd hij vierde in het jongerenklassement van de Ronde van Trentino. Hij sloot zijn seizoen af met de Ronde van Lombardije, die hij niet uitreed. In zijn tweede seizoen bij de Colombiaanse profploeg werd hij derde in de eerste rit van de Ronde van Trentino, waarna hij één rit in de bergtrui mocht rijden. Later die ronde droeg hij nog twee dagen de jongerentrui.
Na zijn twee profseizoenen deed Rodríguez een stap terug naar EBSA-Indeportes Boyacá, een Colombiaans team zonder UCI-licentie. Dat seizoen werd hij onder meer tiende in de vijfde etappe van de Ronde van Colombia. In diezelfde koers werd hij een jaar later met zijn ploeg Raza de Campeones-Lotería de Boyacá veertiende in de ploegentijdrit. In 2016 verkreeg zijn ploeg een continentale UCI-licentie.

## Resultaten in voornaamste wedstrijden
| Jaar | Ronde van Lombardije |
| ---- | -------------------- |
| 2012 | opgave               |

## Ploegen
- 2009 –  Boyacá es Para Vivirla
- 2011 –  Boyacá Raza de Campeones (stagiair vanaf 1-8)
- 2012 –  Colombia-Coldeportes
- 2013 –  Colombia
- 2016 –  Boyacá Raza de Campeones

Bothia · Chaparro · Cruz · Cubides · Diagama · Flórez · García · Gómez · Mancipe · Ochoa · Ortega · C.Parra · H.Parra · M.Rodríguez · W.Rodríguez · Romero